# Mk15 (魚雷)

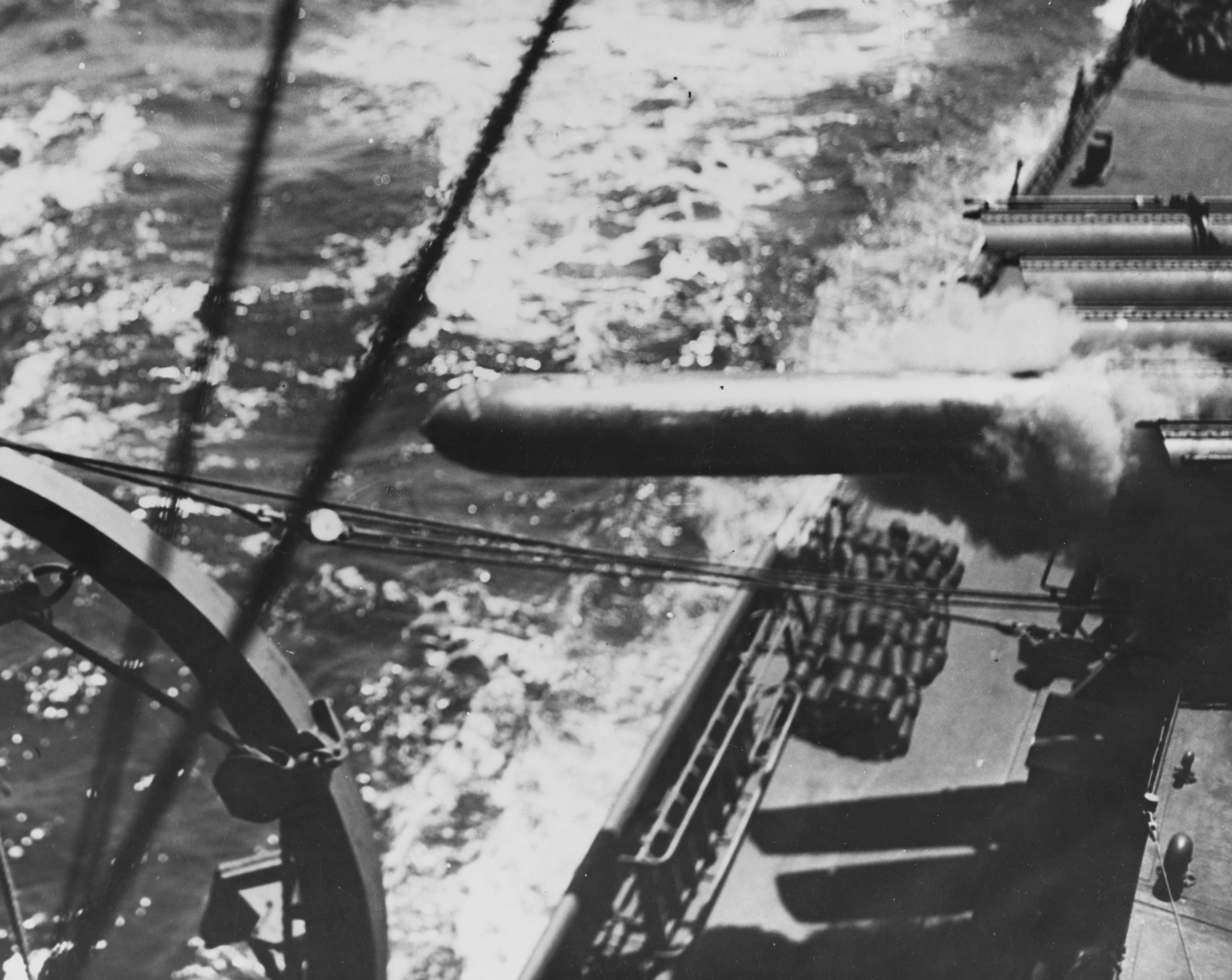
駆逐艦スティーヴンス(DD-479)より発射された瞬間のMk 15魚雷
（1943年の撮影）

Mk15はアメリカ海軍が運用していた魚雷である。
水上艦搭載対艦攻撃魚雷であり、第二次世界大戦中に用いられた。戦争中に9,700発が生産されている。

## 概要
潜水艦搭載型のMk14より大型化し、長射程で大型弾頭を搭載している。
Mk14と同様に初期型は調定深度および磁気信管に問題があったが、太平洋戦争においては水上戦が少なく、砲撃との戦果の区別が難しかったこともあり、なかなかこの問題は発覚しなかった。1943年8月のベラ湾夜戦において、この問題が明確となり装置が改良されることとなった。

## 要目
- 全長：7.32m
- 胴体直径：53cm
- 重量：1,288kg
- 弾頭重量：375kg
- 機関：蒸気タービン（燃料：メタノール）
- 射程：13,500m（29ノット）、8,000m（32ノット）、5,500m（45ノット）